# قنطيون خشن
قنطيون خشن (الاسم العلمي:Canthium scabridum) هو نوع من النباتات يتبع جنس القنطيون من الفصيلة الفوية.